# Horná Mariková
Horná Mariková (Hongaars: Felsőmarikó) is een Slowaakse gemeente in de regio Trenčín, en maakt deel uit van het district Považská Bystrica.
Horná Mariková telt 648 inwoners.